# عمران السليم
عمران بن حسن بن سليم آل علي الفضلي (1853 - 21 فبراير 1941) (1270 - 25 محرم 1360) فقيه جعفري سعودي. ولد في العمران الشماليّة بالأحساء في عائلة مسلمة اثناعشرية لها مكانة بارزة.درس أولًا في الأحساء بمدينة الهفوف بعض المقدمات على محمد حسين آل بو خمسين ثم ذهب إلى النجف لإكمال دراسته وفيها أقام حوالي عشرين عامًا تتلمذ على محمد كاظم اليزدي وأبو تراب الخونساري وعبد الله المامقاني وغيرهم. رجع إلى وطنه في 1907 فأصبح من الفقهاء المجتهدين، ومن مراجع التقليد في الأحساء، وقد اتسعت مرجعيته بعد وفاة الأعلام الثلاثة، وهم: محمد آل عيثان، المتوفى سنة 1331 هـ/1913م، وموسى أبو خمسين، المتوفى سنة 1353هـ/ 1934م و ناصر الأحسائي المتوفى سنة 1358هـ/1939 م. توفي في مسقط رأسه عن عمر بلغ 90 عامًا ودفن في مقبرة البلد. من آثاره رسالة في الفقه الصلاة اليومية والرسالة المنجية من الهلكة في أصول الدين عند الشيعة الاثناعشرية. 

## سيرته
هو عمران بن حسن بن سليم بن علي آل علي الفضلي الأحسائي العِمراني. 

ولد في العمران الشماليّة بالأحساء سنة 1270 هـ/ 1853 م ونشأ بها. وأسرته لها مكانة بارزة فيها.  تلقى أولًا بعض الدروس العلمية في الأحساء بمدينة الهفوف على محمد حسين آل بو خمسين ثم ذهب إلى النجف لإكمال دراسته وفيها أقام حوالي عشرين عامًا تتلمذ على العلماء والمدرسين منهم محمد كاظم اليزدي وأبو تراب الخونساري وعبد الله المامقاني.

بعد إكمال دراسته وبلوغه رتبة الاجتهاد عاد إلى وطنه الأحساء في حدود سنة 1325 هـ/ 1907 م حاصلًا على إجازات علمية في الفقه الجعفري.
كان أحد مراجع التقليد لعدد من أهالي الأحساء والبحرين وبعد رحيل المراجع الثلاثة محمد بن عبد الله العيثان وموسى أبو خمسين وناصر الأحسائي، اتسعت مرجعتيه بشكل تدريجي.

وكان بالإضافة إلى تصديه للمرجعية، يؤم الصلاة الجماعة في بلده العمران وكان أيضًا يقوم بدور الإمام والمرشد لعموم طيلة 35 عامًا.

توفي في العمران الشمالية بالأحساء في 25 محرم 1360/ 21 فبراير 1941 عن عمر بلغ 90 عامًا ودفن في مقبرة البلد.  

خلف من الأولاد خمسة ذكور، أبرزهم معتوق وكاظم.

## مؤلفاته
من آثاره :
- رسالة في الفقه الصلاة اليومية
- الرسالة المنجية من الهلكة في أصول الدين، توجد نسخة منها في الأحساء بقرية المنصورة في حوزة حسين العبد الله، وهي بخط حسن الحداد وتاريخ كتابها 21 شعبان 1342/ 27 مارس 1924. وفي أولها يقول :... أما بعد فقد التسمني بعض الأخوان الأتقياء الأخيار أن أكتب له رسالة في العقائد الأصولية الدينية الواجب على المكلف معرفتها، وهي التوحيد والعدل والنبوة والإمامة والمعاد وما يتبعها بالدليل ولو إجمالًا لا بالتقليد على ما يحتمله عوام الناس، فالتزمت إجابته حيث رأيت أثر الإيمان على صحفات وجهه، مع ما أنا فيه من الاشتغال بالناس ودواعي الأعراض إذ لا يسقط الميسور بالمعسور وإلى الله مرجع الأمور، وسميت هذه الرسالة المنجية من الهلكة ورتبتها على مقدمة وخمسة أبواب.